# Amparo
Amparo, oficialment Estancia Hidromineral de Amparo, és un municipi brasiler de l'estat de São Paulo. Es localitza a una latitud 22º42'04" sud i a una longitud 46º45'52" oest, estant a una altitud de 674 metres. Posseeix una àrea de 446km². Va ser la primera dels 11 municipis en rebre la consideració d'estàncies hidrominerals per l'Estat de São Paulo. És travessat pels rius Camanducaia i Jaguari.